# Helsingørs Avis
Helsingørs Avis, grundlagt 1798, var et dansk dagblad, der blev udgivet frem til 1936.
Avisen var oprindelig ejet og udgivet af bogtrykker C. Michaelsen. Fra 1799 til 1885 af Grüner og Co. ved pastor Elias L. Grüner, dennes enke, og fra maj 1832 til 1885 af sønnen, pastor Peter V. Grüner. Fra 1885 til 1891 L. Lichtenberg, J.L. Tvede og R.L. Ulstup. Fra 1891 til 1935 J.M. Welsch.

## Historie
C. Michaelsen, den oprindelige ejer og udgiver, drev avisen med et ret tilfældigt indhold, men efter han for en letsindig artikel blev idømt en bøde på 200 Rdl., måtte avisen ophøre og Michaelsen forlod byen. 
Pastor Grüner vandt bedre indpas hos den meget driftige og velstående by, men ramtes af tilbagegangen fra 1814. Avisen oplevede dog fremgang med sønnen, der sjældent skrev  selv, var redaktør, mens J. D. Jacobi dækkede lokale spørgsmål. 

## Navnevarianter
- Helsingørs Avis (1838-1936)
- Helsingøers Kgl. priv. inden- og udenlandske Efterretninger (1836-1837)
- Helsingørs Avis (1832-1835)
- Kongelig privilegeret Helsingørs Avis (1810-1832)
- Helsingøers Kgl. priv. inden- og udenlandske Efterretninger (1799-1810)
- Helsingøersbladet (1798-1799)